# Osterburken
Osterburken è una città tedesca di 6 715 abitanti, situata nel land del Baden-Württemberg.

## Storia
Sono presenti sul suo territorio le rovine di un forte di epoca romana appartenente al sistema difensivo del limes germanico-retico.